# Neue Oderwerft
Die Neue Oderwerft GmbH ist ein Werftbetrieb in Eisenhüttenstadt.

## Geschichte

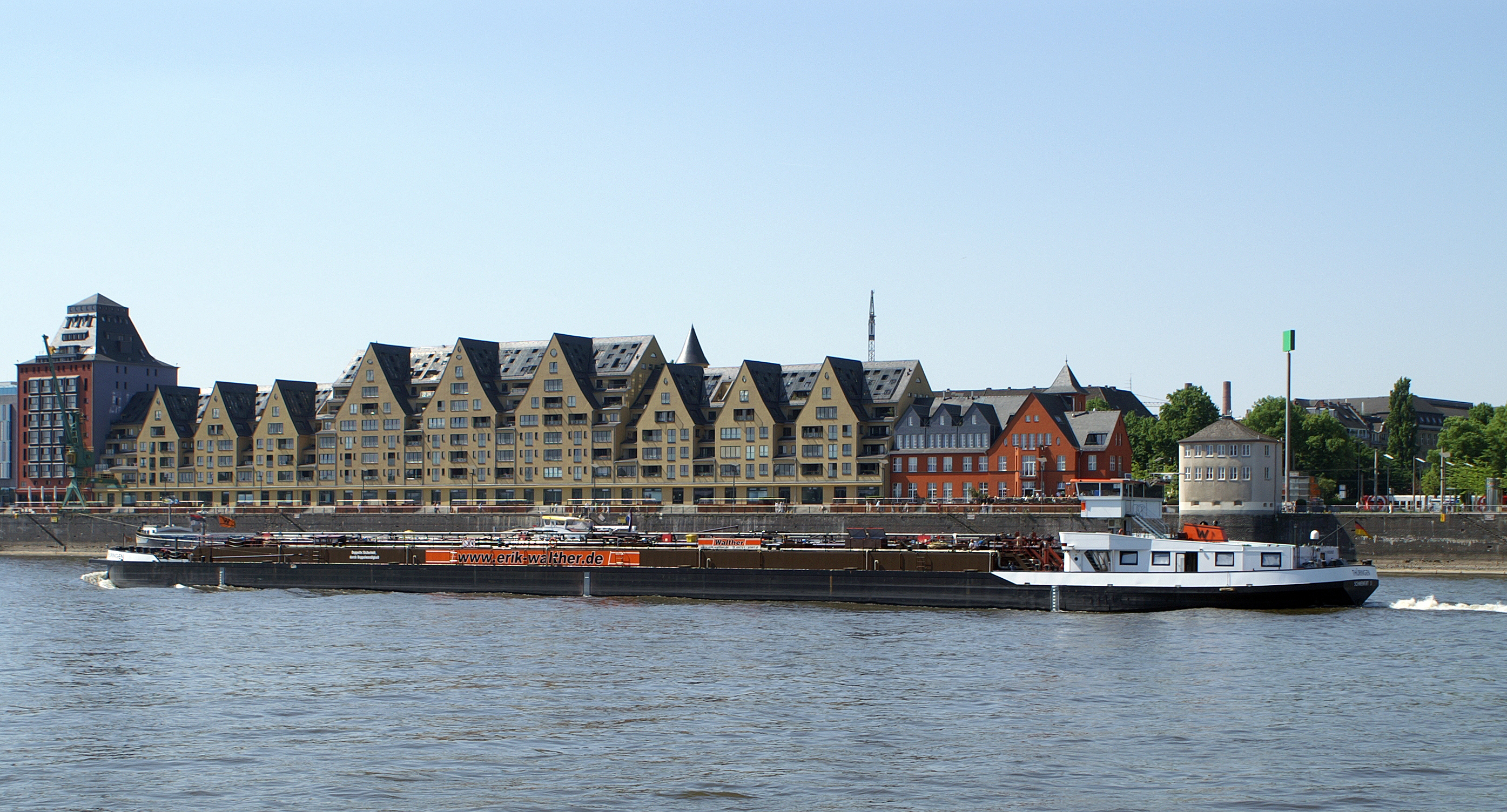
Die 1992 auf der Oderwerft gebaute Thüringen

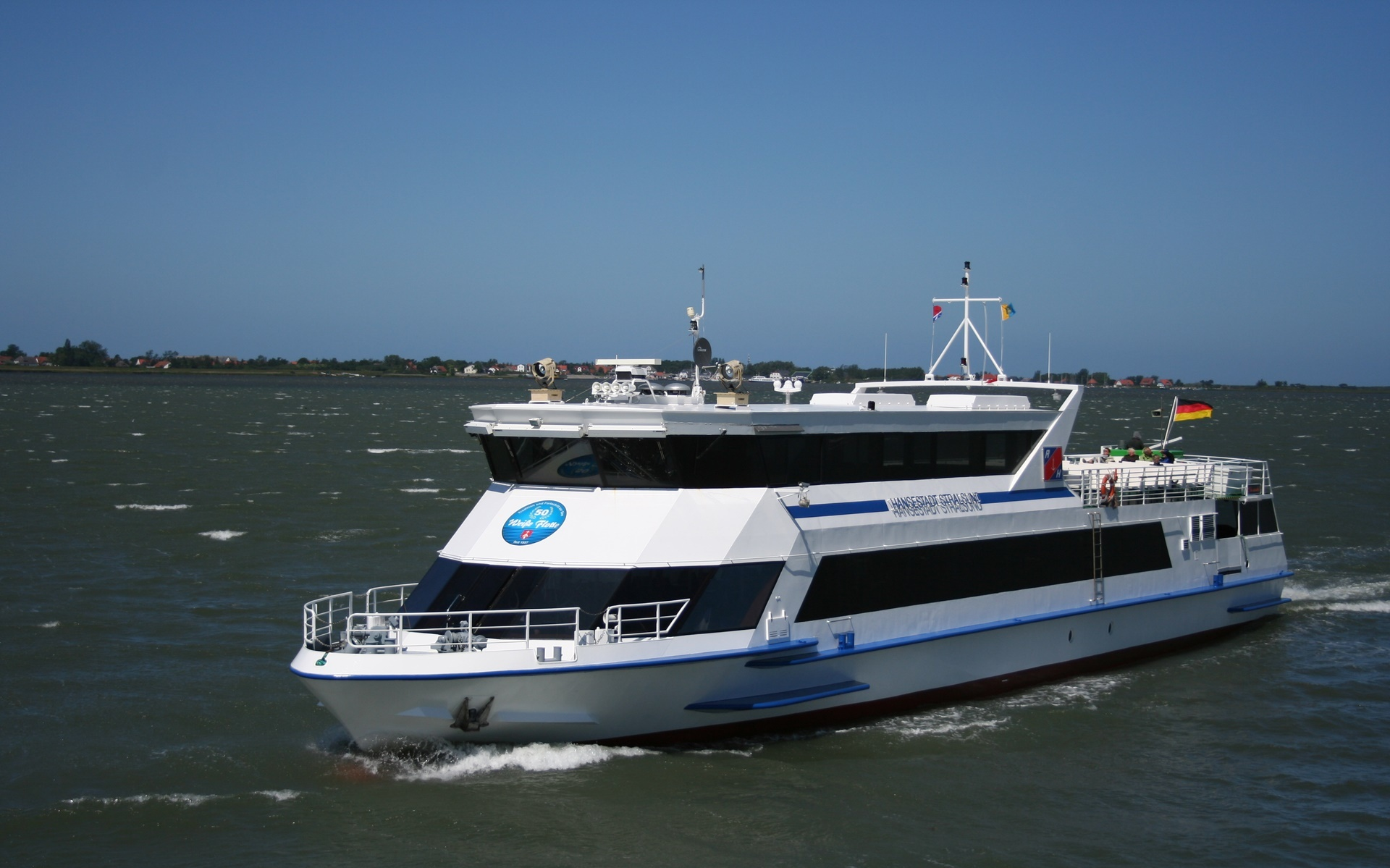
Die 1996 auf der Oderwerft gebaute Hansestadt Stralsund

Das Unternehmen geht auf drei Schiffbaubetriebe zurück. Dies waren zum einen die 1896 gegründete Schiffswerft Fürstenberg/Oder, zum zweiten die um 1900 gegründete Werft Zock und zum dritten der um 1940 entstandene Reparaturbetrieb der Luise Schiffahrtsgesellschaft in Breslau.

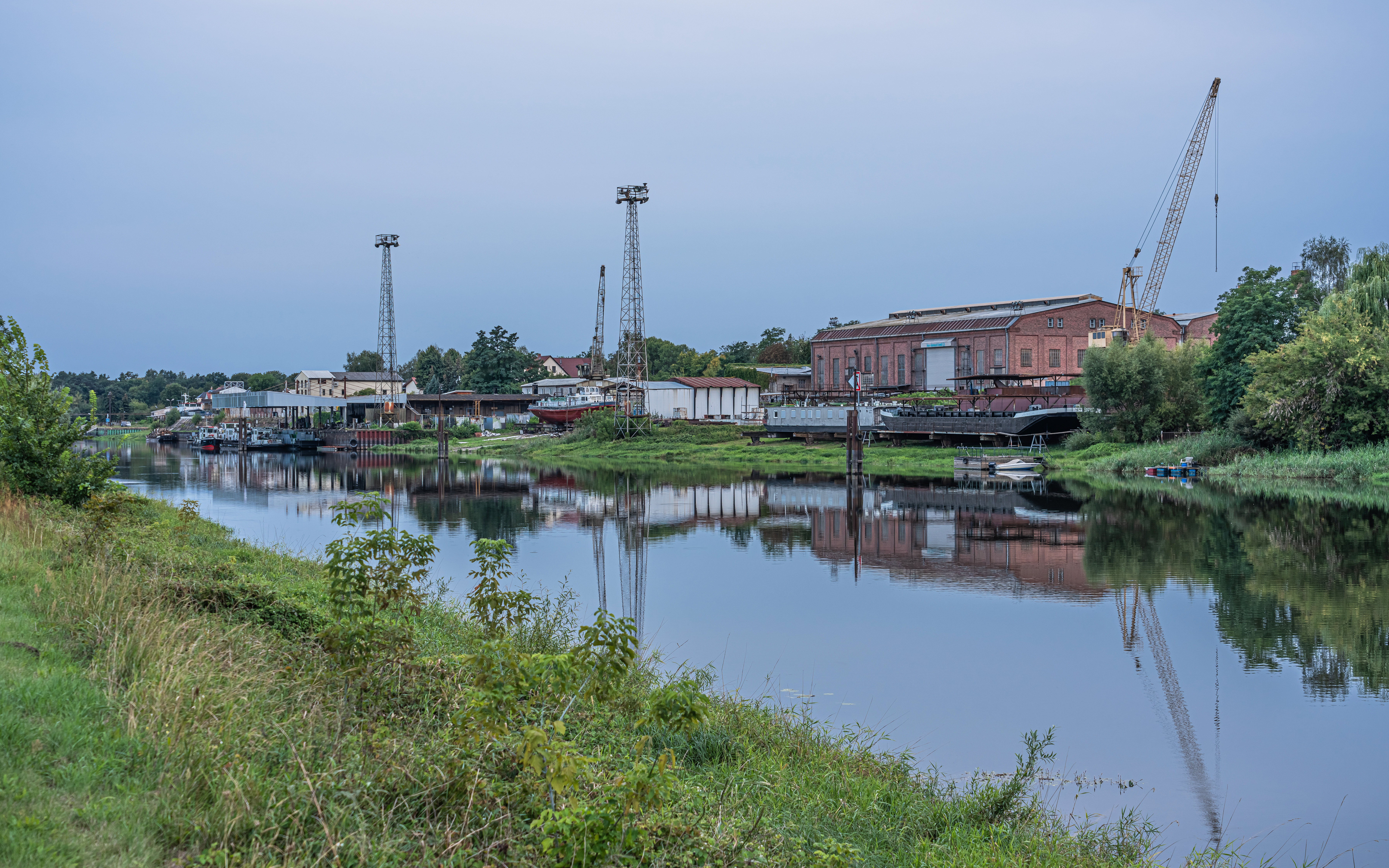
Aussicht auf die Oderwerft

1946 wurden die drei Werften zum Fürstenberger Schiffsreparaturbetrieb der Sowjetischen Staatlichen Oderschiffahrts-Aktiengesellschaft (SSOAG) zusammengeschlossen. 1949 wurden bereits 700 Mitarbeiter beschäftigt. Am 1. April 1952 wurde der Betrieb an die DDR zurückgegeben und in VEB Schiffswerft Fürstenberg/Oder umbenannt. Aufgrund der Eingemeindung der Stadt Fürstenberg nach Eisenhüttenstadt fand am 13. November 1961 erneut eine Umbenennung, diesmal auf den Namen VEB Oderwerft Eisenhüttenstadt statt. Zur Jahreswende 1961/62 hatte die Werft rund 500 Beschäftigte. Bald darauf, im November 1963, endete mit dem Hafenschlepper Grabow der Seeschiffbau auf der Werft. Zum 1. Januar 1970 wurde die Werft als Betriebsteil Eisenhüttenstadt der Yachtwerft Berlin angegliedert. 1983 umfasste die Belegschaft 520 Personen. In den Jahren zwischen Kriegsende und 1990 entstanden auf der Werft 2407 Schiffe und andere meist antriebslose Wasserfahrzeuge (zum größten Teil Prähme verschiedener Bauart), was das Unternehmen zum wichtigsten Lieferanten der DDR-Binnenschiffahrt im Bezug auf das Produktionsvolumen machte.
Zum 1. Juni 1990 schied die Werft aus dem Verbund des Schiffbaus aus und firmierte unter dem Namen Oderwerft Eisenhüttenstadt GmbH als selbständiger Betrieb. Im Jahr 1999 ging das Unternehmen in die Insolvenz und wurde danach von der ehemaligen Mitarbeiterin Elke Ruchatz übernommen. Seitdem firmiert der Betrieb in Eisenhüttenstadt unter dem Namen Neue Oderwerft. 2010 waren 40 Mitarbeiter beschäftigt. Das Unternehmen beschäftigt sich heute mit Reparaturen, Umbauten und dem Neubau von Binnenfahrzeugen aller Art und fertigt Stahl- und Aluminiumkonstruktionen an.